# Петровск (Томская область)
Петровск — деревня в Первомайском районе Томской области. Входит в состав Сергеевского сельского поселения.

## История
Основана в 1910 г. В 1926 году поселок Петровский состояло из 86 хозяйств, основное население — белоруссы. В составе Ломовицкого сельсовета Зачулымского района Томского округа Сибирского края.

## Население
| 1926 | 2002 | 2010 | 2012 | 2013 | 2014 | 2015 |
| ---- | ---- | ---- | ---- | ---- | ---- | ---- |
| 398  | ↘57  | ↘34  | ↘33  | ↘31  | ↗34  | ↗36  |
| 2021 |      |      |      |      |      |      |
| ↘28  |      |      |      |      |      |      |